# امامزاده شاه خراسان هاردنگ
امامزاده شاه خراسان هاردنگ مربوط به دوره صفوی - دوره قاجار است و در شهرستان لنجان، بخش باغ بهادران، دهستان زیر کوه، روستای هاردنگ واقع شده و این اثر در تاریخ ۲۶ اسفند ۱۳۸۷ با شمارهٔ ثبت ۲۶۱۷۶ به‌عنوان یکی از آثار ملی ایران به ثبت رسیده است.